# The Afghan Whigs
The Afghan Whigs – amerykańska grupa muzyczna z Cincinnati w stanie Ohio. Grupa tworzyła muzykę zaliczaną do rocka alternatywnego z licznymi nawiązaniami (szczególnie w późniejszym okresie twórczości) do soulu.

## Historia zespołu
Zespół powstał w 1987.  Utworzyli go Greg Dulli (wokal, gitara), Rick McCollum (gitara), John Curley (gitara basowa) i Steve Earle (perkusja).
Grupa zadebiutowała koncertem w Newport, wiosną 1987, a pierwszą płytę nagrała i wydała własnym kosztem w 1988 roku.
Pierwszy dojrzały krążek zespołu wydany został przez Sub Pop w 1990 roku i otrzymał tytuł "Up In It". Pod koniec 1992 grupa podpisała kontrakt z wytwórnią Elektra Records. Pierwszym album wydanym przez tę wytwórnię był "Gentelman" z 1993.
W 1994 nastąpiła pierwsza zmiana składu zespołu: Steve'a Earle'a zastąpił nowy perkusista, Paul Buchignani, który z kolei odszedł z zespołu w 1997. Jego miejsce zajął wówczas Michael Horrigan.
Grupa rozpadła się w 2001.

## Reaktywacje
Po raz pierwszy grupa czasowo reaktywowała się w 2006, by nagrać dwa utwory, które ukazały się na kompilacyjnym albumie "Unbreakable: A Retrospective 1990-2006".
Ponowna reaktywacja nastąpiła w 2012, kiedy to grupa wyruszyła w trasę koncertową przypadającą 25 lat po pierwszym występie zespołu. Trasa rozpoczęła się 22 maja 2012.

## Covery
Zespół znany jest zarówno z własnej twórczości jak i nagrywania własnych wersji piosenek innych wykonawców. Szczególnie dotyczy to piosenek z gatunku muzyki soul oraz R&B, których muzycy słuchali w młodości. Jednakże The Afghan Whigs nie ograniczali się tylko do tych gatunków. Na koncertach zespół grał między innymi piosenkę The Rolling Stones Cocksucker Blues oraz utwór Neila Younga pod tytułem Like a Hurricane, oraz najbardziej znane piosenki takich wykonawców jak The Supremes, Prince, PJ Harvey, The Fugees i TLC. Album Congregation zawiera ich wykonanie piosenki The Temple z musicalu Jesus Christ Superstar. Zespół znany jest także z wykonania albumu The Wall zespołu Pink Floyd w całości. Podczas trasy w 2012 roku, do repertuary dołączony został utwór Love Crimes amerykańskiego wykonawcy R&B Franka Oceana. Ich wersja przeboju Barry'ego White'a Can't Get Enough of Your Love, Babe została wykorzystana w filmie Piękne dziewczyny z 1996 roku.

## Związki z innymi wykonawcami
- Dulli nagrywał i występował z Markiem Laneganem jako The Gutter Twins
- Dulli nagrywa i  koncertuje z grupą The Twilight Singers, a także jako artysta solowy
- Curley jest basistą grupy Fists of Love[10]
- McCollum jest gitarzystą, wokalistą i autorem utworów grupy Moon Maan[11]
- Horrigan gra na basie z Brendanem Bensonem
- Earle  jest gitarzystą, wokalistą i autorem utworów grupy Earle Grey
- Obecny perkusista grupy, Patrick Keeler, grał w zespołach takich jak The Greenhornes, The Raconteurs oraz brał udział w sesjach do solowych płyt Jacka White'a, Wandy Jackson

## Wpływ na twórczość innych wykonawców
Na wpływy twórczości The Afghan Whigs powołują się muzycy takich grup jak The National, Interpol, My Chemical Romance.

## Dyskografia

### Albumy studyjne
- Big Top Halloween (1988)
- Up in It (1990)
- Congregation (1992)
- Gentlemen (1993)
- Black Love (1996)
- 1965 (1998)
- Do to the Beast (2014)
- In Spades (2017)

### Kompilacje
- Historectomy (1998)
- Unbreakable: A Retrospective 1990-2006 (2007)